# Mikroregion Barretos

Mikroregion Barretos

Mikroregion Barretos – mikroregion w brazylijskim stanie São Paulo należący do mezoregionu Ribeirão Preto.

## Gminy
- Barretos
- Colina
- Colômbia